# Čičorečka

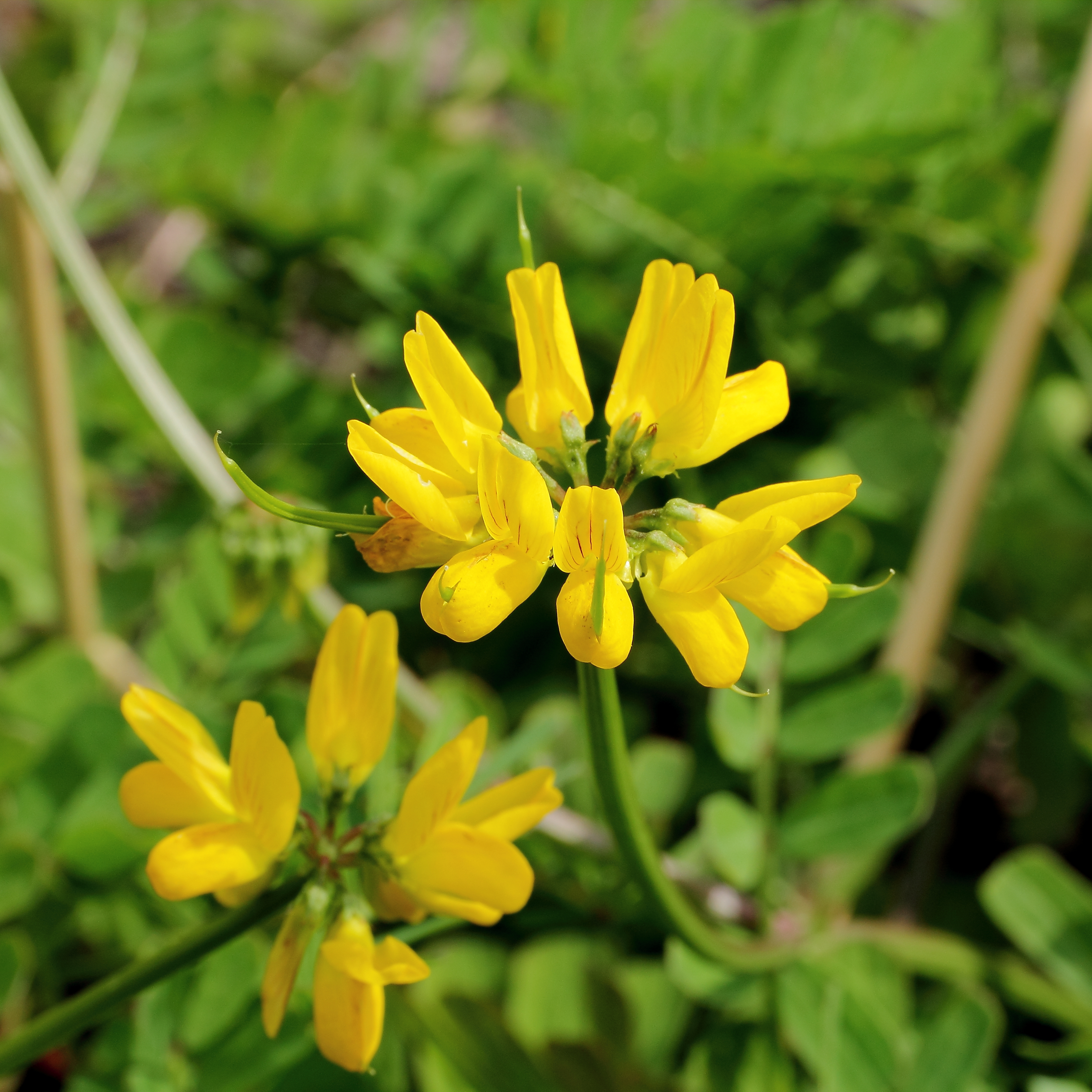
Čičorečka Securigera securidaca

Čičorečka (Securigera), česky též čičorka, je rod rostlin patřící do čeledi bobovité (Fabaceae). Jsou to jednoleté nebo vytrvalé byliny se zpeřenými listy a různě zbarvenými motýlovitými květy v okolíkovitých květenstvích. Vyskytují se v počtu 14 druhů zejména ve Středomoří a západní Asii. V České republice je běžně rozšířena čičorečka pestrá.

## Popis
Čičorečky jsou jednoleté nebo vytrvalé byliny. Některé vytrvalé druhy na bázi dřevnatějí. Stonky a větévky jsou hranaté až rýhované. Listy jsou lichozpeřené, s řapíčkatými lístky. Palisty jsou volné, navzájem nesrostlé a nepřirostlé k řapíku. Na špici mají u tohoto rodu téměř vždy tmavé skvrnky způsobené nahloučením buněk s tříslovinami. Květy jsou žluté, bílé, růžové nebo purpurové, uspořádané v úžlabních okolících a rozkvétají zároveň. Na bázi každé stopečky květu je čárkovitý listen, listeny jsou navzájem nesrostlé. Kalich je poměrně krátký. Korunní lístky jsou nehetnaté. Tyčinek je 10 a jsou dvoubratré, 9 z nich je na bázi srostlých. Čnělka je na rozdíl od rodů čičorka (Coronilla) a podkovka (Hippocrepis) jen lehce prohnutá. Plody jsou mnohasemenné a poltivé.

## Rozšíření
Rod čičorečka zahrnuje 14 druhů. Je rozšířen v Evropě, západní Asii až po Kavkaz a Turkmenistán, severní Africe a Somálsku.
V České republice se vyskytuje ze zástupců tohoto rodu pouze druh čičorečka pestrá (Securigera varia). Je to poměrně běžný druh rozšířený od nížin do hor. Ve Středomoří (zvláště ve východní části) se dále vyskytují druhy Securigera cretica, S. elegans, S. parviflora (syn. S. rostrata) a S. securidaca. Na Krétě roste jako místní endemit Securigera globosa. Čičorečka pestrá (Securigera varia) byla zavlečena do Ameriky, východní Asie i Austrálie.

## Taxonomie a český název
Rodové jméno Securigera bylo poprvé publikováno botaniky De Candolle a Lamarckem již v roce 1805. Po dlouhou dobu tento rod obsahoval pouze jediný druh: Securigera securidaca. V roce 1989 byl rozšířen o některé druhy z rodu Coronilla (čičorka), mezi něž mj. náleží i v ČR běžně rozšířená čičorečka pestrá (Securigera varia). V díle Květena ČR je tento druh ještě uveden jako Coronilla varia, v Klíči ke květeně ČR je již řazen v rodu Securigera, avšak stále pod českým jménem čičorka pestrá. V Botanickém slovníku, vydaném v roce 2012, je k rozlišení obou rodů uvedeno pro rod Securigera nové jméno čičorečka.
Oba rody, Coronilla i Securigera, jsou v současné taxonomii součástí tribu Loteae, obsahujícího také rody štírovník (Lotus), ledenec (Tetragonolobus), bílojetel (Dorycnium), úročník (Anthyllis), podkovka (Hippocrepis) aj.

## Obsahové látky a jedovatost
Čičorečka pestrá obsahuje jedovatý saponin koronillin, působící na srdce. Je obsažen zejména v semenech. Další obsahovou látkou je pseudokumarin. Ovce s oblibou požírají mladé rostliny, vyzrálé rostliny však většina domácích zvířat již odmítá. Byly pozorovány otravy projevující se zvracením, průjmem, bezvědomím až smrtí, někteří autoři však o jedovatosti tohoto druhu pochybují.

## Zástupci
- čičorečka pestrá (Securigera varia, syn. čičorka pestrá)

## Přehled druhů a jejich rozšíření
- Securigera atlantica – Alžírsko, Tunisko
- Securigera balansae – Kavkaz
- Securigera carinata – Řecko, Turecko
- Securigera charadzeae – Gruzie
- Securigera cretica – jižní Evropa až jihozápadní Asie
- Securigera elegans – jižní Evropa, Ukrajina
- Securigera globosa – Kréta
- Securigera grandiflora – Turecko
- Securigera libanotica – Turecko, Libanon
- Securigera orientalis – Turecko až Ázerbájdžán a Írán
- Securigera parviflora – jihovýchodní Evropa až Sýrie
- Securigera securidaca – Středomoří až Írán
- Securigera somalensis – Somálsko
- Securigera varia – Evropa až Írán a Turkmenistán[4][11]